# Larry Smith (football)
Pour les articles homonymes, voir Larry Smith et Smith.
(en) Statistiques sur statscrew
Larry Smith, né le 28 avril 1951 à Hudson, est un joueur de football canadien, homme d'affaires et homme politique canadien.

## Biographie
Larry Smith est diplômé (premier de sa promotion) en économie de l'Université Bishop's de Lennoxville en 1972. Il obtient son Baccalauréat en droit de l'université McGill en 1976. Joueur de football professionnel pour les Alouettes de Montréal de 1972 à 1980, il a participé à cinq finales de la coupe Grey et en a remporté deux, en 1974 et 1977.
Après sa carrière sportive, il occupe des postes de direction au niveau des ventes chez John Labatt limitée (1985 à 1992), chez Catelli et Ogilvie Mills.

### Commissaire de la LCF
À titre de commissaire de la Ligue canadienne de football de 1992 à 1997, ses réalisations sont nombreuses :
- Relance de la Ligue canadienne de football (LCF), en faillite à sa nomination.
- Expansion de la LCF (un produit canadien) aux États-Unis où seul le retour de la NFL dans certaines villes a mis un terme à ce projet.
- Négociations fructueuses concernant de nouveaux contrats de télévision et élimination du déficit total de la LCF. Un retour pour la ligue en moins de 18 mois.
- Implantation d'un plafond salarial dans la LCF en 1992-93 permettant ainsi la croissance et le développement de la structure de la ligne.

### Président des Alouettes de Montréal
Suivant son séjour comme commissaire de la ligue, il œuvra comme président et chef de la direction des Alouettes de Montréal de 1997 à 2001, équipe qui a connu la faillite l'année précédente, il relance la formation montréalaise à l'aide d'un plan d'affaires qui s'échelonne sur trois ans.  Durant ces trois ans il déménage l'équipe dans un nouvel amphithéâtre, le Stade Percival-Molson, Montréal en 1998. L'équipe jouait anciennement au Stade olympique de Montréal depuis leur retour en 1996.
Il décide de quitter la direction des Alouettes de Montréal pour prendre la direction du quotidien montréalais The Gazette en 2001, mais revient à la présidence des Alouettes en 2004.

### Politique
Larry Smith, qui admet avoir un intérêt pour la politique depuis longtemps, a songé à se présenter à la direction du Parti conservateur du Canada en 2004. Le 20 décembre 2010, le premier ministre canadien Stephen Harper le nomme sénateur, représentant une division sénatoriale du Québec. Cependant, il est rapporté dans la presse qu'il pourrait abandonner son siège du Sénat pour se présenter à la Chambre des communes dans la circonscription de Lac-Saint-Louis.
Quelques jours après sa nomination, il s'est attiré les critiques en déclarant à la télévision de la CBC qu'il avait subi une « diminution dramatique et catastrophique » de salaire en devenant sénateur. Or, le salaire de base d'un sénateur est de 132 300 dollars, largement au-dessus du salaire moyen au Canada.
Durant la campagne électorale de mars 2011 il a dit «Ce qui est important, c'est le monde, pas la protection des francophones au Québec.». Supportant le fait que son chef de parti ait financé des charges en Cour suprême contre la langue française et la loi 101, quand il était président de la National Citizens Coalition.

## Distinctions
- 1994: « Personnalité marketing de l’année (produits de consommation) », décerné par le chapitre torontois de l'American Marketing Association[5].
- 1998: « Personnalité sportive de l’année » au Gala du Mérite sportif québécois
- 1999: « Personnalité marketing de l’année », décerné par l’Association internationale des communicateurs professionnels (Montréal)
- 2000: Prix d’excellence au Gala Personnalité Marketing
- 2002: Prix Équinoxe hommage de la Société des relationnistes du Québec
- 2003: Prix Marketing Intégré (grande entreprise) décerné par l’Association marketing de Montréal
- 2009: Prix d’excellence en gestion de l’université McGill
- 2010: Nommé chevalier de l'Ordre national du Québec
- 2023: Élu au Temple de la renommée du football canadien à titre de bâtisseur[6]